# Maokane
Maokane è un villaggio del Botswana situato nel distretto Meridionale, sottodistretto di Ngwaketse. Il villaggio, secondo il censimento del 2011, conta 2.044 abitanti.

## Località
Nel territorio del villaggio sono presenti le seguenti 26 località:
- Basarwa di 56 abitanti,
- Dira,
- Honye di 67 abitanti,
- Khau di 2 abitanti,
- Khwekhwe di 9 abitanti,
- Lokaleng di 2 abitanti,
- Machaanyane di 44 abitanti,
- Madige di 30 abitanti,
- Masime di 6 abitanti,
- Matlhono di 11 abitanti,
- Mokgethwe di 4 abitanti,
- Molemane di 11 abitanti,
- Monono H. Ranch di 1 abitante,
- Mononofele Farm di 11 abitanti,
- Mosadimogolo di 77 abitanti,
- Nhane di 39 abitanti,
- Oke di 16 abitanti,
- Oosi di 1 abitante,
- Radikhudu di 2 abitanti,
- Rra Jacob No.1 di 4 abitanti,
- Sekgakgarua di 16 abitanti,
- Serotswana di 23 abitanti,
- Tshaane di 16 abitanti,
- Tshotshatsha di 19 abitanti,
- Ukwi di 121 abitanti,
- Ukwi Cattle Post di 25 abitanti